# Robert Bulwer-Lytton, 1. hrabě z Lyttonu
Edward Robert Bulwer-Lytton, 1. hrabě z Lyttonu (Edward Robert Bulwer-Lytton, 1st Earl of Lytton, 1st Viscount Knebworth, 2nd Baron Lytton) (8. listopadu 1831, Londýn, Anglie – 24. listopadu 1891, Paříž, Francie) byl britský diplomat a státník. Dlouhodobě působil ve službách britského ministerstva zahraničí a zastával nižší diplomatické posty ve většině evropských zemí, nakonec byl velvyslancem ve Francii. Mezitím byl místokrálem v Indii (1876–1880). V roce 1880 získal titul hraběte, uplatnil se také jako spisovatel.

## Diplomat a místokrál v Indii
Pocházel z rodiny s původním jménem Wiggett, která v roce 1756 přijala jméno Bulwer. Byl synem spisovatele Edwarda Bulwer-Lyttona (1805–1873), který v roce 1843 jako dědic Lyttonů přijal jméno Bulwer-Lytton. Studoval v Harrow a na univerzitě v Bonnu, v roce 1849 vstoupil do diplomatických služeb. Od roku 1849 působil jako atašé ve Washingtonu, kde byl tehdy vyslancem jeho strýc Henry Bulwer, v letech 1852–1860 působil na dalších nižších diplomatických postech ve Florencii, Paříži, Haagu, Istanbulu a Vídni. V letech 1860–1862 byl generálním konzulem v Bělehradě, poté zastával funkce velvyslaneckého tajemníka v Madridu, Vídni a Paříži, nakonec byl v letech 1874–1876 zplnomocněným ministrem v Lisabonu.
Po nástupu konzervativní vlády B. Disraeliho byl jmenován generálním guvernérem a místokrálem v Indii (1876–1880). 1. ledna 1877 byla Indie prohlášena císařstvím a královna Viktorie se stala indickou císařovnou, při této příležitosti uspořádal Lytton v Dillí ceremonii za účasti indických knížat a desítek tisíc diváků. Do doby jeho úřadování spadá obrovský hladomor v letech 1876–1877 a rozpoutání druhé britsko-afghánské války (1878–1880), která skončila stažením britských vojsk z Afghánistánu. Po pádu vlády B. Disraeliho odstoupil z funkce a vrátil se do Anglie.
V roce 1880 byl povýšen na hraběte z Lyttonu, ve Sněmovně lordů pak vystupoval proti liberální vládě W. Gladstona. Na základě svého vlastního vyjádření, že by se chtěl vrátit ke své staré profesi, byl v roce 1887 jmenován velvyslancem v Paříži. Ve Francii získal značnou popularitu, a když zde zemřel, byl mu na náklady francouzské vlády uspořádán státní pohřeb.
Za zásluhy získal Řád bodláku, Řád Indické říše a v letech 1887–1890 byl lordem-rektorem univerzity v Glasgow. Uplatnil se též literárně a jako autor básní užíval po vzoru svého otce pseudonym Owen Meredith.

## Rodina
Oženil se v roce 1864 s Edith Villers (1841–1936), neteří ministra zahraničí hraběte z Clarendonu. Měli spolu sedm dětí, dva starší synové Edward (1865–1871) a Henry (1872–1874) zemřeli v dětství, dědicem titulů byl třetí syn Victor (1876–1947). Dcera Elizabeth (1867–1942) se provdala za 2. hraběte Balfoura, další dcera Emily (1874–1964) byla manželkou architekta Edwina Lutyense, který projektoval nový místokrálovský palác v Dillí.